# Raquel Reed
Raquel Reed (Secaucus, New Jersey, SAD, 11. travnja 1988.) je američka pjevačica i model. Odrasla je živeći u Južnoj Kaliforniji, a kada je napunila sedamnaest godina preselila se u New York City, New York gdje je postala jedna od vodećih alternativnih scenskih modela u industriji. Njeno etničko podrijetlo je uglavnom peruansko i afroameričko, te jednim dijelom velško i portorikansko.

## Diskografija

### Singlovi
- Crazy Baby (2009.)
- I'll Show You (2010.)
- Do It Dirty (2010.)

### Zajednički albumi
- Til' Death Do Us Part...One (2009.)

## Vanjske poveznice

### Službene stranice
- Službena stranica
- Raquel Reed na Twitteru
- Raquel Reed na MySpaceu

### Profili
- Raquel Reed na Discogsu
- Raquel Reed na Yahoo! Musicu